# Koudel
Termín koudel (angl.: flax tow, něm.: Werg) označuje „odpadová“ vlákna oddělená při přípravě lnu, konopí, juty a jiných rostlin k předení.

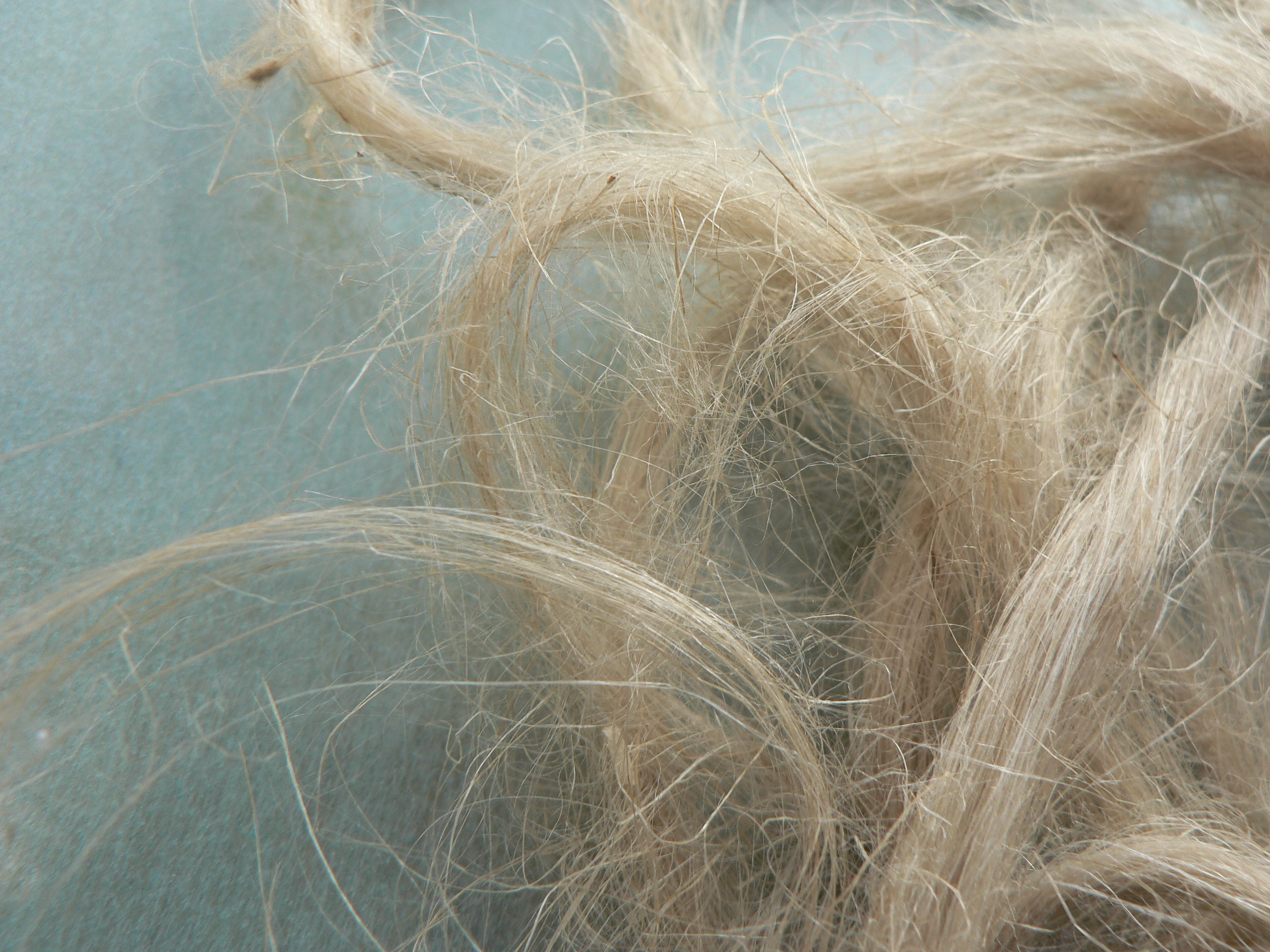
Lněná koudel

## Druhy koudele

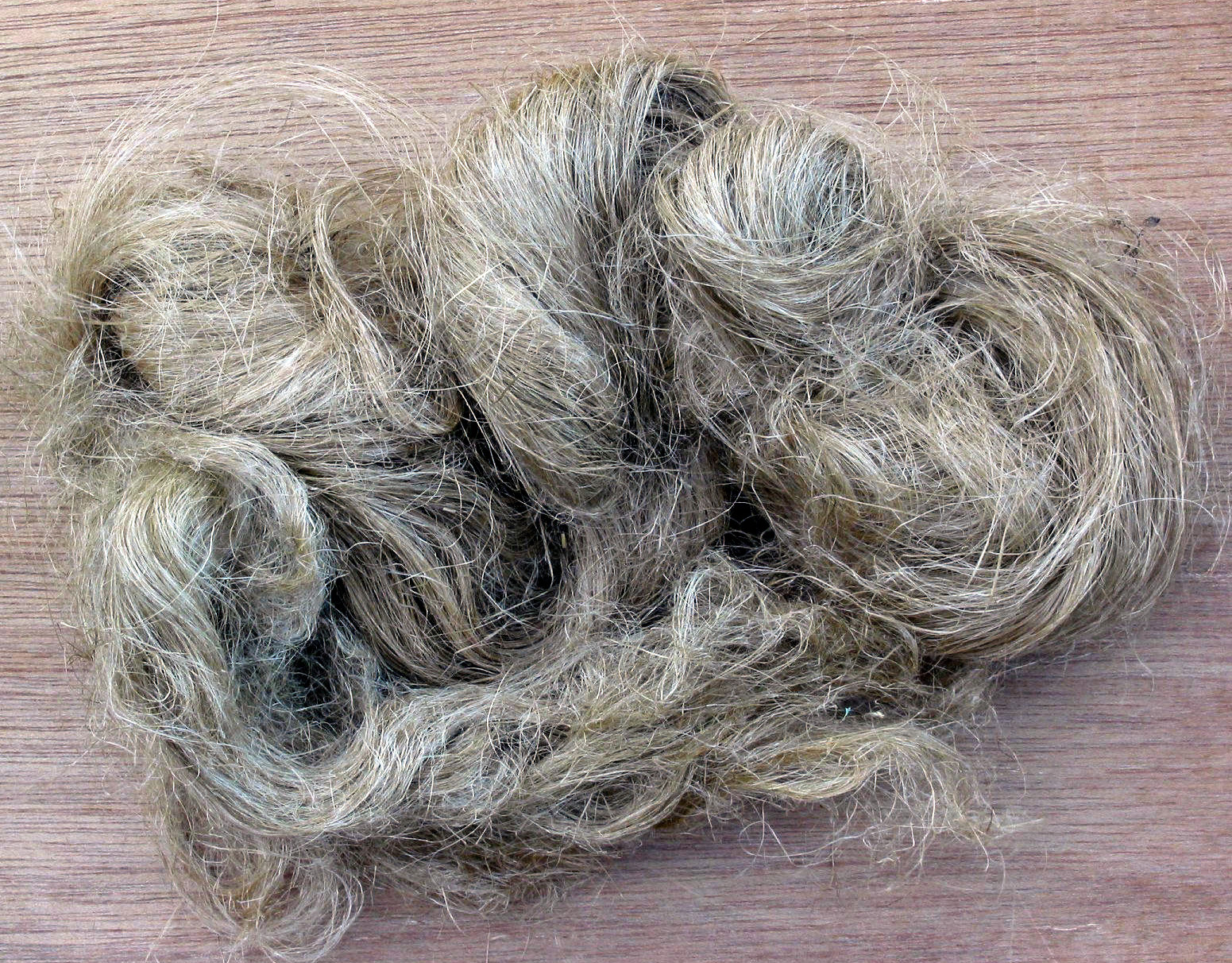
Konopná koudel

- Stonky přádního lnu obsahují v průměru méně než 20 % textilních vláken. Více než polovinu z nich lze zpracovat na přízi (lenku). Menší část, asi 7 % hmotnosti stonku, tvoří koudel (např. za rok 2021 to odpovídá asi 27 000 tunám[2]), která se získává z
  - krátkých lněných vláken (pod 50 cm),
  - pocuchaných vláken normální délky nebo
  - vláken, která vypadávají (spolu s pazdeřím) pod vochlovacím strojem při přípravě lnu k předení.[3]

- Výskyt koudele z třeného a vochlovaného konopí byl v roce 2021 zaznamenán s částkou 287 × 103 tun.[4]

- Na začátku 20. století se vyráběly jutové koudelové příze z  vochlovaných (jute line yarn) nebo z  mykaných (jute tow yarn) vláken.[5] V 21. století však není pojem koudel při zpracování juty známý. Vlákenné odpady (asi 10–12 % z celkového množství juty[6]) se používají např. na zpevnění  vláknových kompozitů[7] a na  vpichované textilie[8]

- Sisalová koudel (sisal fiber tow) jsou vlákna, která odpadávají při  dekortikaci spřadatelných vláken od listů.[9] Podíl na celkovém množství vláken se odhaduje na 7 %.[10]

Podle informací z konce 20. století se u sisalu rozeznávala koudel kubánská a koudel africká

## Použití koudele
V Evropské unii se například v roce 2003 z celkových 30 000 tun koudele použilo:
34 % na celulózu pro papírny, 34 % šlo na vývoz (hlavně do Číny), 23 % na pojené hmoty, 5,5 % na výrobu příze, 1,5 % na izolace a těsnění, 2 % na geotextilie a ostatní výrobky.
Výroba příze koudelky je zčásti nákladnější než u lenky, protože koudel se musí dodatečně rozvolňovat, mykat a česat. Jen vlastní předení je jednodušší, dopřádání se provádí zpravidla (podobně jako u bavlny) za sucha.
Koudelové příze mají nižší pevnost než lněné (cca 13–15 cN/tex) a 2–3 % tažnosti. Jsou nestejnoměrnější a vypřádají se jen do jemnosti 28 tex (lenka do 17 tex). Často se používají (za mokra hlazené) na provaznické výrobky.